# Mirin Dajo
Arnold Gerrit Henske, meglio noto con lo pseudonimo di Mirin Dajo (Rotterdam, 6 agosto 1912 – Winterthur, 26 maggio 1948), è stato un fachiro olandese, che si esibiva principalmente in Olanda e in Svizzera.

## Biografia
Divenne famoso per la capacità di trafiggere il proprio corpo con lame di spada e ingoiare vetro e altri oggetti acuminati, apparentemente senza sanguinare e senza provocarsi danni interni permanenti, cosa che suscitò persino l'interesse della comunità medica dell'epoca. Non fu mai dimostrato, infatti, che le sue performance fossero falsificate. Un articolo del «Time» del 23 giugno 1947 riportava che Dajo si era fatto trafiggere cuore e polmoni da una spada all'ospedale di Basilea, al fine di convincere i medici delle sue capacità, e che in tale circostanza si era recato nella sala per i raggi X camminando sulle proprie gambe, con la spada ancora conficcata nel petto.
Mirin Dajo non fornì mai una spiegazione scientifica o tecnica della sua apparente invulnerabilità, asserendo che era conseguenza della sua profonda fede in Dio. Sostenne anche di avere avuto esperienze paranormali fin da piccolo e di essere assistito dai suoi angeli custodi, con cui dialogava telepaticamente.
L'11 maggio 1948 Dajo ingerì volontariamente un grande chiodo d'acciaio. Il chiodo fu rimosso due giorni dopo, ma Dajo non si riprese mai. Rimase in uno stato di apparente trance per una decina di giorni, dopodiché venne dichiarato morto. Il medico legale che eseguì l'autopsia dichiarò che il decesso era avvenuto per dissecazione aortica, ma questa diagnosi fu contestata da altri medici e dall'assistente di Dajo.